# 四台聯頒音樂大獎紀錄
四台聯頒音樂大獎於1995年度至2009年度連續舉辦15屆，此頁記載此大獎各項之記錄。

## 獎項

### 獲最多四台聯頒音樂大獎的音樂人
| 排名 | 音樂人    | 獎項數目 |
| ---- | --------- | -------- |
| 1    | 林夕      | 23       |
| 2    | 陳奕迅    | 13       |
| 2    | 雷頌德    | 13       |
| 4    | Eric Kwok | 12       |
| 5    | 張學友    | 7        |
| 6    | 黃偉文    | 6        |
| 7    | 陳輝陽    | 5        |
| 7    | 古巨基    | 5        |
| 7    | 容祖兒    | 5        |
| 10   | 陳慧琳    | 4        |
| 10   | 謝霆鋒    | 4        |
| 10   | 劉德華    | 4        |
| 10   | 楊千嬅    | 4        |

### 獲最多四台聯頒音樂大獎的歌手（只計歌手獎項）
| 排名 | 音樂人 | 獎項數目 |
| ---- | ------ | -------- |
| 1    | 陳奕迅 | 11       |
| 2    | 張學友 | 7        |
| 3    | 古巨基 | 5        |
| 3    | 容祖兒 | 5        |
| 5    | 陳慧琳 | 4        |
| 5    | 劉德華 | 4        |
| 7    | 黎明   | 3        |
| 7    | 謝霆鋒 | 3        |
| 7    | Twins  | 3        |
| 7    | 楊千嬅 | 3        |
| 7    | 薛凱琪 | 3        |
| 7    | 謝安琪 | 3        |

### 獲最多四台聯頒音樂大獎的幕後音樂人（只計作曲、填詞、編曲、監製獎項）
| 排名 | 音樂人             | 獎項數目 |
| ---- | ------------------ | -------- |
| 1    | 林夕               | 23       |
| 2    | 雷頌德             | 13       |
| 3    | Eric Kwok          | 12       |
| 4    | 黃偉文             | 6        |
| 5    | 陳輝陽             | 5        |
| 6    | 黃耀明             | 2        |
| 6    | 蔡德才             | 2        |
| 6    | 歐丁玉             | 2        |
| 6    | 伍樂城             | 2        |
| 6    | Alvin Leong        | 2        |
| 6    | 楊鎮邦＠宇宙大爆炸 | 2        |
| 6    | John Laudon        | 2        |

## 其他記錄
- 唯一一位曾奪得卓越表現大獎、歌曲大獎、大碟大獎、傳媒大獎的歌手：陳奕迅（1998年－2001年）
- 同年奪得歌曲大獎、大碟大獎、傳媒大獎的歌手：古巨基（2006年）、謝安琪（2008年）
- 唯一一位同年奪得歌曲大獎、大碟大獎、大碟大獎（監製）的歌手：楊千嬅（2004年）
- 唯一一位同年奪得卓越表現大獎金獎、傳媒大獎的歌手：Twins（2003年）

### 傳媒大獎
- 曾連續奪得最多次傳媒大獎的歌手：張學友，4次
- 曾連續奪得最多次傳媒大獎的作曲人：雷頌德，3次
- 曾連續奪得最多次傳媒大獎的填詞人：林夕，9次
- 曾奪得最多次傳媒大獎的男歌手：張學友、陳奕迅，4次
- 曾奪得最多次傳媒大獎的女歌手：：容祖兒，3次
- 曾奪得最多次傳媒大獎的組合：Twins，1次
- 曾奪得最多次傳媒大獎的作曲人：雷頌德，5次
- 曾奪得最多次傳媒大獎的填詞人：林夕，11次
- 出道年資最短而獲得傳媒大獎的歌手：Twins（2年）

### 大碟大獎
- 歷屆大碟大獎最高得分大碟：Human我生 （古巨基）（443分）（2006年）
- 曾連續奪得最多次大碟大獎的歌手：張學友，2次
- 曾奪得最多次大碟大獎的男歌手：張學友、陳奕迅，3次
- 曾奪得最多次大碟大獎的女歌手：楊千嬅、吳雨霏、謝安琪，1次
- 曾奪得最多次大碟大獎（監製）的男歌手：陳奕迅，2次
- 曾奪得最多次大碟大獎（監製）的女歌手：楊千嬅，1次
- 出道年資最短而獲得大碟大獎的歌手：謝安琪（3年），（以歌手單飛分開計算：吳雨霏，1年）

### 歌曲大獎
- 歷屆歌曲大獎最高得分歌曲：囍帖街 （謝安琪）（207分）（2008年）
- 曾連續奪得最多次歌曲大獎的歌手：陳慧琳、古巨基，2次
- 曾奪得最多次歌曲大獎的男歌手：古巨基，3次
- 曾奪得最多次歌曲大獎的女歌手：陳慧琳、楊千嬅，2次
- 出道年資最短而獲得歌曲大獎的歌手：陳慧琳（1年）

### 卓越表現大獎
- 曾奪得最多次卓越表現大獎金獎的歌手：蔡卓妍，3次（連同Twins時期2次），（以歌手單位計算：容祖兒、Twins，2次）
- 曾奪得最多次卓越表現大獎的歌手：薛凱琪，3次